# Economía del Reino Unido
La economía del Reino Unido es la sexta más grande del mundo, con respecto a los tipos de cambio de mercado, detrás de los Estados Unidos, China, Japón, Alemania e  India y la segunda en Europa, compuesta por las economías de Inglaterra, Escocia, Gales e Irlanda del Norte, en ese orden según su peso en el PIB. Es una economía eminentemente basada en el sector de servicios, el cual compone 3⁄4 partes de su PIB, con una industria fuerte y diversificada, puntera en los sectores aeronáutico, energético y de transportes, si bien esta ha declinado su proporción en el PIB, en virtud de una mayor tercerización de la economía británica.

## Historia

### Primeros siglos
Hasta la mitad del siglo XIX, el Reino Unido practicó una política comercial particularmente proteccionista. El reino Unido superó en renta por capital a los demás países europeos, superando ampliamente a Francia y Alemania que tenían rentas per cápita similares entre sí. En 1846, la ley sobre el trigo fue abolida. Según el economista Charles Kindleberger, la abrogación de estas leyes fue motivada por un  «imperialismo librecambista» destinado a «detener el avance de la industrialización del continente a través de una ampliación del mercado de productos agrícolas y de materias primas». Ese fue por otra parte el argumento que desplegaron los principales voceros de la Liga contra la Ley del Cereal. Según el economista Friedrich List, «la prédica británica a favor del librecambio recuerda la actitud de quien, una vez en lo alto, arroja al piso la escalera para evitar que otros suban».

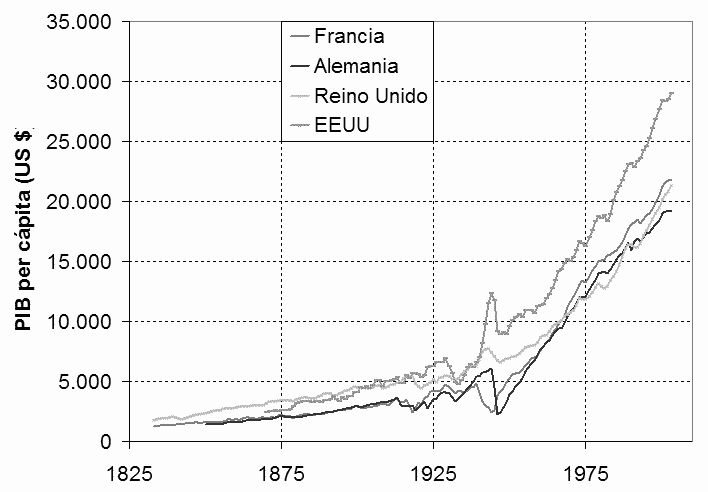
Comparación del PIB per cápita nominal de Alemania, Francia, Reino Unido y Estados Unidos, durante el, basado en World Population, GDP and Per Capita GDP, 1-2003 AD.

Hacia 1920 la renta per cápita británica fue superada por la estadounidense aunque tras la crisis de 1929, la economía norteamericana fue más afectada que la británica, pero seguía siendo la más próspera. Tras la Segunda Guerra Mundial y la pérdida progresiva de las colonias, el país retomó el rumbo como potente economía manteniendo una doble alianza que dura hasta nuestros días, no perdió su mirada económica sobre Europa, pero al mismo tiempo reforzó sus relaciones comerciales con Estados Unidos que tras el conflicto ejerce como primera potencia mundial. Este papel económico le ha permitido mantener un sólido y constante desarrollo a lo largo de la segunda mitad del siglo XX.
En 1960 y 1966, el Reino Unido trató de incorporarse a la CEE sin éxito, sobre todo por la oposición de Francia, hasta que en 1970 su candidatura fue admitida. En 1973, gracias a la política europeista del primer ministro Edward Heath, ingresó en la Comunidad Económica Europea.
Desde la década de 1950 hasta la de 1970, la economía británica mantuvo un alto nivel de presencia del sector público, llegando incluso a representar entre el 35 y el 40 % del total del producto interno bruto.

### 1979-1997
Con esta elección comenzó un nuevo período de economía neoliberal. Durante la década de 1980, se privatizaron muchas industrias y servicios públicos estatales, se redujeron los impuestos, se aprobaron reformas sindicales y se liberalizaron los mercados. El PIB cayó un 5.9 % inicialmente, pero el crecimiento volvió posteriormente y aumentó a una tasa anual del 5 % en su punto máximo en 1988, una de las tasas más altas de cualquier país de Europa..
La modernización de la economía de Margaret Thatcher estuvo lejos de estar libre de problemas; su batalla contra la inflación, que en 1980 había subido al 21.9 %, resultó en un aumento sustancial del desempleo del 5.3 % en 1979 a más del 10.4 % a principios de 1982, alcanzando un máximo de casi el 11.9 % en 1984, un nivel no visto en Gran Bretaña desde la Gran Depresión. El aumento del desempleo coincidió con la recesión mundial de principios de la década de 1980, después de la cual el PIB del Reino Unido no alcanzó su tasa anterior a la recesión hasta 1983. A pesar de esto, Thatcher fue reelegida en junio de 1983 con una mayoría aplastante. La inflación había caído al 3.7 %, mientras que las tasas de interés eran relativamente altas, del 9.56 %. El aumento del desempleo se debió en gran parte a la política económica del gobierno que resultó en el cierre de fábricas obsoletas y pozos de carbón. La fabricación en Inglaterra y Gales se redujo de alrededor del 38 % de los puestos de trabajo en 1961 a alrededor del 22 % en 1981. Esta tendencia continuó durante la mayor parte de la década de 1980, con industrias más nuevas y el sector de servicios disfrutando de un crecimiento significativo. También se perdieron muchos puestos de trabajo a medida que la fabricación se hizo más eficiente y se requería menos gente para trabajar en el sector. El desempleo había caído por debajo de los 3 millones en el momento de la tercera victoria electoral consecutiva de Thatcher en junio de 1987; y a fines de 1989 se redujo a 1.6 millones.
La economía británica se deslizó hacia otra recesión global a finales de 1990; se redujo en un total del 6 % desde el pico hasta el mínimo, y el desempleo aumentó de alrededor del 6.9 % en la primavera de 1990 a casi el 10.7 % a fines de 1993. Sin embargo, la inflación cayó del 10.9 % en 1990 al 1.3 % tres años más tarde. La recuperación económica posterior fue extremadamente fuerte y, a diferencia de la recesión de principios de la década de 1980, la recuperación vio una caída rápida y sustancial del desempleo, que se redujo al 7.2 % en 1997, aunque la popularidad del gobierno conservador no había mejorado. con la reactivación económica. El gobierno ganó una cuarta elección consecutiva en 1992 bajo John Major, quien había sucedido a Thatcher en noviembre de 1990, pero poco después llegó el Miércoles Negro, que dañó la reputación de competencia económica del gobierno conservador, y desde esa etapa en adelante, el Partido Laborista fue ascendente en las encuestas de opinión, en particular inmediatamente después de la elección de Tony Blair como líder del partido en julio de 1994 tras la repentina muerte de su predecesor John Smith.
A pesar de dos recesiones, los salarios crecieron consistentemente alrededor de un 2 % anual en términos reales desde 1980 hasta 1997, y continuaron creciendo hasta 2008.

### 1997 a 2009
En mayo de 1997, los laboristas, dirigidos por Tony Blair, ganaron las elecciones generales tras 18 años de gobierno conservador. El gobierno laborista heredó una economía fuerte con baja inflación, disminución del desempleo, y un superávit en cuenta corriente. Blair se postuló en una plataforma del Nuevo Laborismo que se caracterizó en gran medida por la continuación de las políticas económicas neoliberales, pero también por el apoyo a un estado de bienestar fuerte. En Gran Bretaña se consideraba en gran medida como una combinación de políticas socialistas y capitalistas, y se la denominó «Tercera Vía». Cuatro días después de las elecciones, Gordon Brown, el nuevo Ministro de Hacienda, dio al Banco de Inglaterra la libertad de controlar la política monetaria, que hasta entonces había sido dirigida por el gobierno.
Durante los 10 años de Blair en el cargo, hubo 40 trimestres sucesivos de crecimiento económico, que duraron hasta el segundo trimestre de 2008. El crecimiento del PIB, que había alcanzado brevemente el 4 % anual a principios de la década de 1990, y disminuyó suavemente a partir de entonces, fue relativamente anémico en comparación con décadas anteriores, como el máximo del 6.5 % anual a principios del decenio de 1970, aunque el crecimiento fue más suave y constante. Las tasas de crecimiento anual promediaron 2.68 % entre 1992 y 2007, y el sector financiero representó una mayor parte que antes. El período vio una de las tasas de crecimiento del PIB más altas de cualquier economía desarrollada y la más fuerte de cualquier nación europea.  Al mismo tiempo, la deuda de los hogares aumentó de 420 000 millones de libras esterlinas en 1994 a 1 billón de libras esterlinas en 2004 y 1.46 billones de libras esterlinas en 2008, más que todo el PIB del Reino Unido.
Este extenso período de crecimiento finalizó en el segundo trimestre de 2008 cuando el Reino Unido entró en recesión provocada por la crisis financiera mundial. El Reino Unido fue particularmente vulnerable a la crisis porque su sector financiero era el más apalancado de todas las economías importantes. A partir del colapso de Northern Rock, que pasó a ser de propiedad pública en febrero de 2008, hubo que nacionalizar parcialmente otros bancos. El Royal Bank of Scotland Group, en su apogeo, el quinto banco más grande del mundo por capitalización de mercado, fue nacionalizado efectivamente en octubre de 2008. A mediados de 2009, HM Treasury tenía una participación mayoritaria del 70.33 % en RBS y una participación del 43 % , a través de UK Financial Investments Limited, en Lloyds Banking Group. «La Gran Recesión, como se la conoció, vio aumentar el desempleo de poco más de 1.6 millones en enero de 2008 a casi 2.5 millones en octubre de 2009».
En agosto de 2008, el FMI advirtió que las perspectivas del país habían empeorado debido a un doble impacto: las turbulencias financieras y el aumento de los precios de las materias primas. Ambos desarrollos dañaron al Reino Unido más que a la mayoría de los países desarrollados, ya que obtuvo ingresos de la exportación de servicios financieros mientras tenía déficits en bienes y materias primas, incluidos los alimentos. En 2007, el Reino Unido tenía el tercer déficit por cuenta corriente más grande del mundo, debido principalmente a un gran déficit en productos manufacturados. En mayo de 2008, el FMI aconsejó al gobierno del Reino Unido ampliar el alcance de la política fiscal para promover el equilibrio externo. La producción por hora trabajada del Reino Unido estuvo a la par con el promedio de los países «antiguos» de la UE-15.

### 2009 a 2020
En marzo de 2009, el Banco de Inglaterra (BoE) redujo las tasas de interés a un mínimo histórico del 0.5 % e inició la flexibilización cuantitativa (QE) para impulsar los préstamos y apuntalar la economía. El Reino Unido salió de la Gran Recesión en el cuarto trimestre de 2009 después de haber experimentado seis trimestres consecutivos de crecimiento negativo, con una contracción del 6.03 % desde el máximo hasta el mínimo, lo que la convierte en la recesión más larga desde que comenzaron los registros y la más profunda desde la Segunda Guerra Mundial. El apoyo a los laboristas se desplomó durante la recesión, y las elecciones generales de 2010 resultaron en la formación de un gobierno de coalición por los conservadores y los demócratas liberales.
En 2011, las deudas de los hogares, las finanzas y las empresas representaron el 420 % del PIB en el Reino Unido. Como el país más endeudado del mundo, el gasto y la inversión se redujeron después de la recesión, lo que generó malestar económico. Sin embargo, se reconoció que el endeudamiento del gobierno, que aumentó del 52 % al 76 % del PIB, había ayudado a evitar una depresión al estilo de la década de 1930. Dentro de los tres años posteriores a las elecciones generales, los recortes gubernamentales destinados a reducir el déficit presupuestario habían provocado pérdidas de empleos en el sector público de hasta seis cifras, pero el sector privado disfrutó de un fuerte crecimiento del empleo.
Los 10 años posteriores a la Gran Recesión se caracterizaron por extremos. En 2015, el empleo estaba en su punto más alto desde que comenzaron los registros, y el crecimiento del PIB se había convertido en el más rápido en el Grupo de los Siete (G7) y Europa, pero la productividad de la fuerza laboral fue la peor desde la década de 1820, con cualquier crecimiento atribuido a una caída en la jornada laboral. La producción por hora trabajada estuvo un 18 % por debajo del promedio del resto del G7. El crecimiento de los salarios reales fue el peor desde la década de 1860, y el gobernador del Banco de Inglaterra lo describió como una década perdida. Los salarios cayeron un 10 % en términos reales en los ocho años hasta 2016, mientras que en la OCDE crecieron un promedio del 6.7 %. Para 2015 en su conjunto, el déficit por cuenta corriente alcanzó un récord del 5.2 % del PIB (96 200 millones de £), el más alto del mundo desarrollado. En el cuarto trimestre de 2015, superó el 7 %, un nivel que no se había visto en tiempos de paz desde que comenzaron los registros en 1772. El Reino Unido recurrió a inversores extranjeros para cubrir el déficit de su balanza de pagos. Las viviendas se habían vuelto menos asequibles, un problema exacerbado por QE, sin el cual los precios de la vivienda habrían caído un 22 %, según el propio análisis del Banco inglés.
Un aumento en la deuda de los hogares residenciales no garantizados se sumó a las preguntas sobre la sostenibilidad de la recuperación económica en 2016. El banco inglés  insistió en que no había motivo de alarma, a pesar de haber dicho dos años antes que la recuperación «no era ni equilibrada ni sostenible». Tras la decisión del Reino Unido de 2016 de abandonar la Unión Europea, el BoE recortó tipos de interés a un nuevo mínimo histórico del 0.25 % durante poco más de un año. También aumentó la cantidad de QE desde el comienzo de la Gran Recesión a 435 000 millones de libras esterlinas. En el cuarto trimestre de 2018, el endeudamiento neto en el Reino Unido fue el más alto de la OCDE con un 5 % del PIB. Los hogares habían tenido déficit durante nueve trimestres consecutivos sin precedentes. Desde la Gran Recesión, el país ya no obtenía ganancias de su inversión extranjera.

## Sectores económicos
Como en todos los países altamente desarrollados, los principales factores en contra de la economía del Reino Unido lo representan los altos salarios [cita requerida] y la fuerte presencia en los sectores de manufacturas e industria pesada de los países emergentes, sobre todo China, Taiwán, India y Corea del Sur.
La agricultura representa únicamente el 1 % del PIB y contribuye apenas con el 2 % de la PPA. Altamente mecanizada, sus principales producciones son de patatas, remolacha, trigo y cebada. La ganadería es también significativa, sobre todo la ovina y la bovina, siendo un gran productor europeo de leche y sus derivados. La pesca, sin embargo, sufre un proceso de reconversión agudo, al igual que el resto de las flotas de los países de la Unión Europea debido a la disminución del volumen de pescado en los caladeros tradicionales.
En la industria, las principales actividades son la maquinaria, el material de transporte (vehículos, ferrocarriles y aeronáutica) y los productos químicos. El alto desarrollo tecnológico y las grandes sumas destinadas a investigación hacen que la economía británica goce en estos de buena salud.[cita requerida] Los sectores en crisis son el textil y el naval.
La minería siempre ha representado un sector muy importante en la economía. Las minas de carbón en forma de hulla situadas en Yorkshire, Gales, Escocia y Lancashire suministraron a la industria británica el combustible necesario para el desarrollo económico. En la actualidad la mayoría de las minas ha cesado su explotación. No obstante, el Reino Unido es el 8.º productor mundial de gases de efecto invernadero, por lo que como signatario del protocolo de Kioto ha realizado un programa específico de reducción de dichos gases hasta 2017. En este marco, en el Reino Unido se han incrementado considerablemente desde finales del siglo XX las instalaciones de energías renovables, en particular de energía eólica y solar.
Con el descubrimiento en 1970 de reservas abundantes de petróleo y gas natural en el Mar del Norte, se inició la explotación comercial en 1975 y, en la actualidad es el segundo productor europeo, tras Noruega. En materia energética, dispone igualmente de centrales nucleares, que abastecen de energía a la población y las empresas, así como aseguran el mantenimiento de su capacidad militar nuclear. El Reino Unido fue el primer país del mundo en poner en funcionamiento una central nuclear para fines civiles en 1956.
El sector servicios es el que más aporta al PIB del país, destacando entre ellos la Bolsa y los servicios financieros banca y compañías de seguros. La Bolsa de Londres es la segunda plaza financiera mundial tras la de Nueva York, y la capital británica es la ciudad europea con más actividad en el mercado de capitales. La otra gran capital financiera e industrial del Reino Unido es Edimburgo [cita requerida] donde se sitúan importantes empresas del país y mundiales.
Aunque integrado el país en la Unión Europea, el llamado euroescepticismo tradicional de los británicos le mantiene fuera de la zona euro, siendo la divisa del país la Libra esterlina.

## Comercio exterior
En 2020, el país fue el undécimo exportador más grande del mundo (468 100 millones USD en bienes, 2.5 % del total mundial). En la suma de bienes y servicios exportados, alcanza los 891 800 millones USD, ocupando el quinto lugar en el mundo. En importaciones, en 2019, fue el 5.º mayor importador del mundo: 692 600 millones USD.

## Sector primario

### Agricultura
El Reino Unido produjo, en 2018, 13.5 millones de toneladas de trigo (el 15.º productor mundial); 7.6 millones de toneladas de remolacha azucarera (décimo productor mundial de tomate), que sirve para producir azúcar y etanol; 6.5 millones de toneladas de cebada (noveno productor mundial); 5 millones de toneladas de papa (el 15.º productor mundial); 2 millones de toneladas de colza (noveno productor mundial) y 850 000 toneladas de avena (octavo productor mundial). Además, este año, el país también produjo 824 000 toneladas de zanahorias, 502 000 toneladas de manzana, 402 000 toneladas de habas y producciones menores de otros productos agrícolas.

### Ganadería
En el sector ganadero, en 2018, el Reino Unido fue el decimocuarto productor mundial de carne de pollo (1.7 millones de toneladas); 16.º productor mundial de carne de vacuno (922 000 toneladas); el undécimo productor mundial de leche de vaca (15 300 millones de litros); produjo 927 000 toneladas de carne de cerdo; entre otros. El país es el cuarto productor mundial de lana y el 11.º productor mundial de mantequilla. y se han eliminado granjas por COVID en 2020.

## Sector secundario

### Industria
El Banco Mundial enumera los principales países productores cada año, según el valor total de la producción. Según la lista de 2019, el Reino Unido tenía la novena industria más valiosa del mundo (243 100 millones USD).
En 2019, el Reino Unido fue el 16.º productor mundial de vehículos en el mundo (1.38 millones) y el 23.er productor mundial de acero (7.2 millones de toneladas). En 2018 fue el octavo productor mundial de cerveza (a base de cebada).

### Energía
En energías no renovables, en 2020, el país fue el 19.º productor mundial de petróleo, extrayendo 947 200 barriles por día. En 2019, el país consumió 1.11 millones de barriles / día (el 19.º consumidor más grande del mundo). El país fue el décimo mayor importador de petróleo del mundo en 2013 (1.2 millones de barriles por día). En 2015, el Reino Unido fue el 19.º productor mundial de gas natural, 41 300 millones de metros cúbicos por año. En 2010, el Reino Unido fue el cuarto mayor importador de gas del mundo (53 600 millones de metros cúbicos por año). En la producción de carbón, el país fue el 32.º más grande del mundo en 2018: 4.2 millones de toneladas. En 2019, el Reino Unido también fue el noveno país con más plantas atómicas en su territorio —había 15 plantas, con una capacidad instalada de 8.9 GW—.
En energías renovables, en 2020, el Reino Unido fue el sexto productor mundial de energía eólica del mundo, con 23.5 GW de potencia instalada, y el undécimo productor mundial de energía solar, con 13.5 GW de potencia instalada.

### Minería
El país tiene una producción de minerales muy pequeña. En 2019, el país fue el 17.º productor mundial de sal.

## Sector terciario

### Turismo
En 2018, el Reino Unido fue el décimo país más visitado del mundo, con 36.3 millones de turistas internacionales. Los ingresos por turismo este año fueron de 51 800 millones de USD.

## Datos económicos básicos
- PIB - Producto Interior Bruto (2008): 2 585 000 millones de € (2 910 100 millones de USD)
  - Crecimiento del PIB:-1.2 (2008)
- Paridad de poder adquisitivo (2004): 3 440 000 millones de € (3 782 000 millones de USD)
- PIB - Per capita: 26 290 € (31 100 USD).
- Paridad de poder adquisitivo - Per cápita (2004): 25 650 € (30 300 USD).
- Inflación media anual: 1.3 %.
- Deuda externa aprox. (2003): N.D.
- Importaciones (2002): 433 000 millones de USD.
  - Principales países proveedores: Alemania, Estados Unidos y Francia.
  - Principales productos de importación: Manufacturas, y alimentos.
- Exportaciones (2002): 352 000 millones de USD.
  - Principales países clientes: Alemania, Estados Unidos y Francia.
  - Principales productos de exportación: Manufacturas,  alimentos y petróleo.

Estructura del PIB en 2002:
Distribución por sectores económicos del PIB total:
Agricultura, Silvicultura y Pesca: 1 %.
Industria y construcción: 27 %.
Industrias manufactureras y minería: N.D.
Servicios: 72 %.
- Tasa de desempleo (2004): 4.8 %.
- Población por debajo del nivel de pobreza (2002): 17%.

- (N.D.): No disponible.

## Desequilibrios regionales
Entre las grandes economías del mundo, la del Reino Unido es la que presenta las mayores disparidades entre sus regiones. El PIB per cápita de Londres es 9 veces mayor que el de algunas partes de Gales. Estos desequilibrios tienden actualmente (2011) a ampliarse, no a reducirse. Más de la cuarta parte de las regiones del Reino Unido tenían en 2011 un PIB per cápita inferior al de las dos regiones más ricas de China (Pekín y Shanghái).

## Comercio exterior

### Importaciones
Se presentan a continuación las mercancías de mayor peso en las importaciones del Reino Unido para el período 2010 hasta abril de 2015. Las cifras están expresadas en dólares estadounidenses valor FOB.

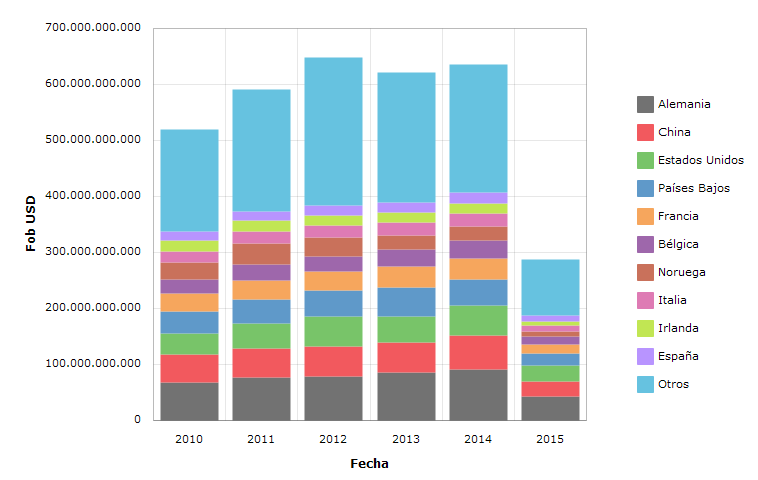
Importaciones del Reino Unido del periodo 2010 hasta junio de 2015 expresadas en USD valor FOB. [http://trade.nosis.com/es/Comex/Importacion-Exportacion/Reino-Unido/Todas-las-posiciones-arancelarias/UK/00 Fuente

| Fecha Mercadería por capítulo arancelario | 2010            | 2011            | 2012            | 2013            | 2014            | enero-abril de 2015 |
| --- | --------------- | --------------- | --------------- | --------------- | --------------- | ------------------- |
| 27 - combustibles minerales, aceites minerales y productos de su destilación; materias bituminosas; ceras minerales                                                                                  | 63 275 304 979  | 88 574 612 931  | 94 746 720 576  | 86 853 626 823  | 76 855 309 956  | 17 373 966 913      |
| 84 - calderas, máquinas, aparatos y artefactos mecánicos; partes de estas máquinas o aparatos | 71 752 732 119  | 78 506 430 477  | 80 645 570 081  | 83 964 082 945  | 86 336 722 614  | 25 862 949 736      |
| 87 - vehículos automóviles, tractores, velocípedos y demás vehículos terrestres, sus partes y accesorios                                                                                             | 50 775 387 091  | 57 977 956 239  | 57 853 295 014  | 64 684 614 208  | 74 180 457 639  | 24 028 735 150      |
| 85 - máquinas, aparatos y material eléctrico, y sus partes | 53 778 523 706  | 55 841 555 837  | 55 062 855 654  | 57 748 552 562  | 58 378 448 517  | 18 299 001 717      |
| 71 - perlas naturales o cultivadas, piedras preciosas o semipreciosas, metales preciosos, chapados de metal precioso (plaque) y manufacturas de estas materias; bisutería; monedas                   | 19 330 563 066  | 25 087 163 057  | 77 299 840 346  | 37 160 163 526  | 35 029 371 569  | 10 533 795 787      |
| 30 - productos farmacéuticos | 22 181 926 075  | 24 454 599 852  | 26 768 134 960  | 27 463 799 565  | 31 315 097 878  | 9 357 708 832       |
| 39 - plásticos y sus manufacturas | 15 832 114 698  | 17 661 748 269  | 16 824 973 940  | 18 215 592 346  | 18 226 464 441  | 5 110 175 640       |
| 90 - instrumentos y aparatos de óptica, fotografía o cinematografía, de medida, control o precisión; instrumentos y aparatos medicoquirurgicos; partes y accesorios de estos instrumentos o aparatos | 14 518 519 088  | 15 601 670 791  | 16 154 629 432  | 17 397 686 745  | 17 853 772 686  | 5 521 878 910       |
| 29 - productos químicos orgánicos | 14 473 415 474  | 15 441 197 343  | 15 459 403 491  | 11 995 698 937  | 11 073 881 913  | 2 823 218 155       |
| 62 - prendas y complementos de vestir, excepto los de punto | 9 662 969 387   | 10 640 577 598  | 10 438 911 063  | 10 592 132 061  | 11 335 798 263  | 3 446 403 843       |
| Demás capítulos | 184 055 474 771 | 200 578 483 919 | 196 273 701 289 | 205 406 484 118 | 215 338 314 597 | 66 724 476 404      |
| Total | 519 636 930 455 | 590 365 996 313 | 647 528 035 846 | 621 482 433 835 | 635 923 640 072 | 189 082 311 087     |

### Exportaciones
Se presentan a continuación los principales socios comerciales del Reino Unido para el periodo 2010 hasta abril de 2015. La mayoría de sus importadores están en Europa salvo Estados Unidos y China. Las cifras expresadas son en dólares estadounidenses valor FOB.

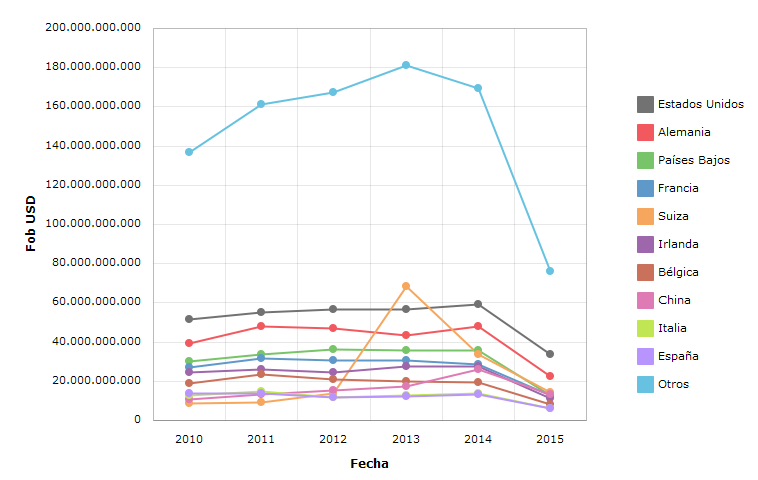
Exportaciones del Reino Unido del periodo 2010 hasta junio de 2015 expresadas en USD valor FOB. [http://trade.nosis.com/es/Comex/Importacion-Exportacion/Reino-Unido/Todas-las-posiciones-arancelarias/UK/00 Fuente

| Fecha País importador | 2010            | 2011            | 2012            | 2013            | 2014            | enero-abril de 2015 |
| --------------------- | --------------- | --------------- | --------------- | --------------- | --------------- | ------------------- |
| Estados Unidos        | 51 636 306 815  | 54 875 668 289  | 56 584 681 948  | 56 805 598 994  | 59 320 784 358  | 21 760 431 509      |
| Alemania              | 39 241 716 418  | 47 737 015 713  | 46 851 685 094  | 43 530 722 146  | 47 940 704 217  | 14 905 007 848      |
| Países Bajos          | 30 347 234 464  | 33 756 878 527  | 36 011 039 523  | 35 475 801 748  | 35 480 148 731  | 8 007 787 271       |
| Francia               | 26 993 540 410  | 31 786 899 653  | 30 710 258 738  | 30 842 041 953  | 28 699 494 510  | 8 535 753 580       |
| Suiza                 | 8 772 457 731   | 8 966 211 549   | 13 629 104 808  | 68 553 208 254  | 33 502 677 889  | 11 031 835 990      |
| Irlanda               | 24 376 016 617  | 26 271 293 043  | 24 709 981 207  | 27 563 799 933  | 27 357 961 888  | 7 351 528 749       |
| Bélgica               | 18 991 608 683  | 23 245 193 811  | 20 688 101 557  | 20 143 323 949  | 19 556 825 785  | 5 353 727 480       |
| China                 | 10 765 661 834  | 13 169 841 276  | 15 180 226 010  | 17 529 737 497  | 25 808 185 089  | 7 691 675 579       |
| Italia                | 12 615 366 835  | 14 653 193 972  | 11 851 484 401  | 12 738 364 836  | 13 709 770 026  | 4 172 308 725       |
| España                | 13 585 578 165  | 13 590 378 468  | 11 860 077 629  | 12 254 472 055  | 13 351 895 953  | 3 996 997 741       |
| Resto del mundo       | 136 846 026 757 | 161 408 325 812 | 167 254 637 709 | 181 015 507 316 | 169 466 623 638 | 50 271 646 292      |
| Total                 | 374 171 514 731 | 429 460 900 112 | 435 331 278 623 | 506 452 578 681 | 474 195 072 081 | 143 078 700 764     |